# Liste des reines de Mercie

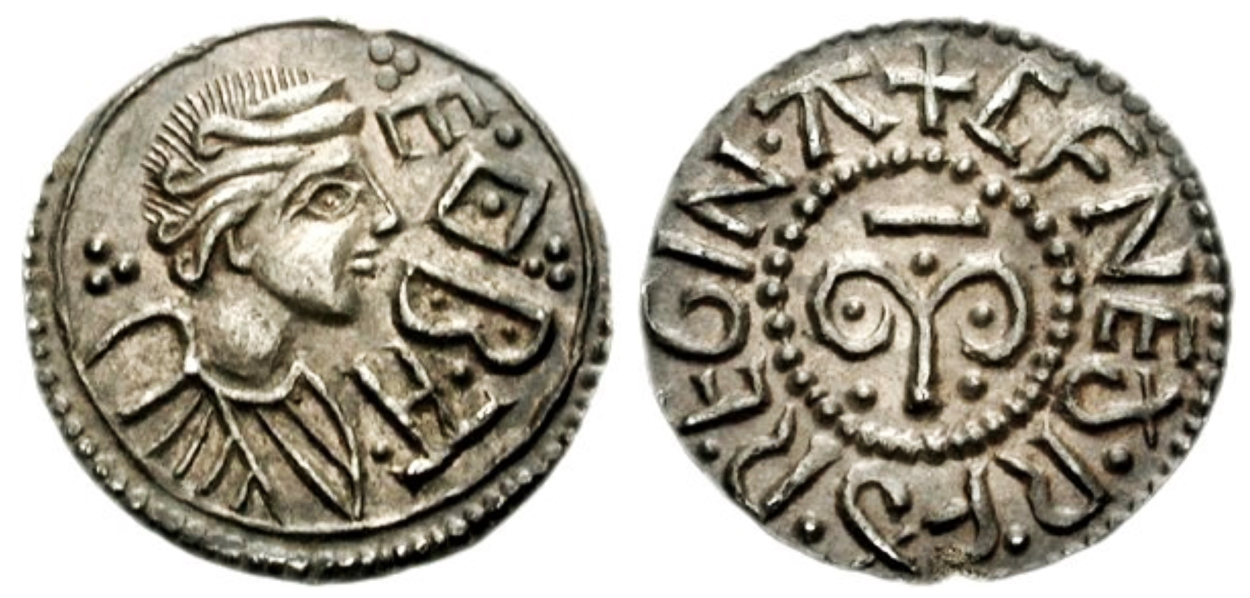
Un penny à l'effigie de Cynethryth, femme d'Offa et seule reine anglo-saxonne dont le portrait figure sur des pièces de monnaie.

La liste des reines de Mercie rassemble les épouses des souverains de Mercie, royaume qui occupe les Midlands d'Angleterre au haut Moyen Âge.

## Liste des reines de Mercie
| Nom        | Dates           | Conjoint   | Enfants                                    | Remarques |
| ---------- | --------------- | ---------- | ------------------------------------------ | --- |
| Cynewise   | fl. 655         | Penda      | ?                                          | Seule épouse connue de Penda. On ignore si elle est la mère de ses enfants Peada, Wulfhere, Æthelred, Cyneburh, Cyneswith et (peut-être) Merewalh. |
| Alhflæd    | 655 – 656       | Peada      | —                                          | Fille du roi de Northumbrie Oswiu, elle se marie vers 653 avec Peada, qui se convertit au christianisme pour permettre ce mariage. Elle conspire pour l'assassiner en 656 et son sort ultérieur est inconnu.                                                |
| Eormenhild | ? – 675         | Wulfhere   | - Cenred - Werburh                         | Fille du roi de Kent Eorcenberht, elle épouse Wulfhere à une date inconnue. |
| Osthryth   | avant 679 – 697 | Æthelred   | - Ceolred ?                                | Fille du roi de Northumbrie Oswiu, elle épouse Æthelred avant 679. Elle est assassinée par des nobles merciens en 697,. |
| Cynethryth | fl. 770 – 796   | Offa       | - Ecgfrith - Ælfflæd - Æthelburh - Eadburh | Elle apparaît sur de nombreuses chartes de son mari et elle est aussi la seule reine anglo-saxonne dont le portrait orne des pièces de monnaie. Après la mort d'Offa, elle devient abbesse de Cookham (en) et meurt à une date inconnue après 798,.         |
| Cynegyth ? | fl. 799 ?       | Cenwulf    | —                                          | Elle n'est mentionnée que sur une charte forgée, mais il est possible qu'elle ait vraiment existé,. |
| Ælfthryth  | fl. 804 – 817   | Cenwulf    | ?                                          | Elle apparaît sur treize chartes de son mari. On ignore si elle est la mère de ses enfants Cwenthryth et Cynehelm. |
| Cynethryth | fl. 831 – 836   | Wiglaf     | - Wigmund                                  | Elle apparaît sur deux chartes de son mari,. |
| Sæthryth   | fl. 840 – 849   | Beorhtwulf | ?                                          | Elle apparaît sur chacune des onze chartes connues de son mari,. On ignore si elle est la mère de ses fils Beorhtfrith et Beorhtric. |
| Æthelswith | 853 – 874       | Burgred    | —                                          | Fille du roi du Wessex Æthelwulf, elle épouse Burgred en 853. Elle apparaît sur plusieurs de ses chartes et en émet même une en son nom propre. Après l'abdication de son mari, elle se rend en Italie avec lui et meurt en 888. Elle est enterrée à Pavie. |